# Leptodeuterocopus panamaensis
Leptodeuterocopus panamaensis là một loài bướm đêm thuộc họ Pterophoridae. Loài này có ở Panama.
Sải cánh dài khoảng 14 mm. Con trưởng thành bay vào tháng 3.